# 마소 피니게라

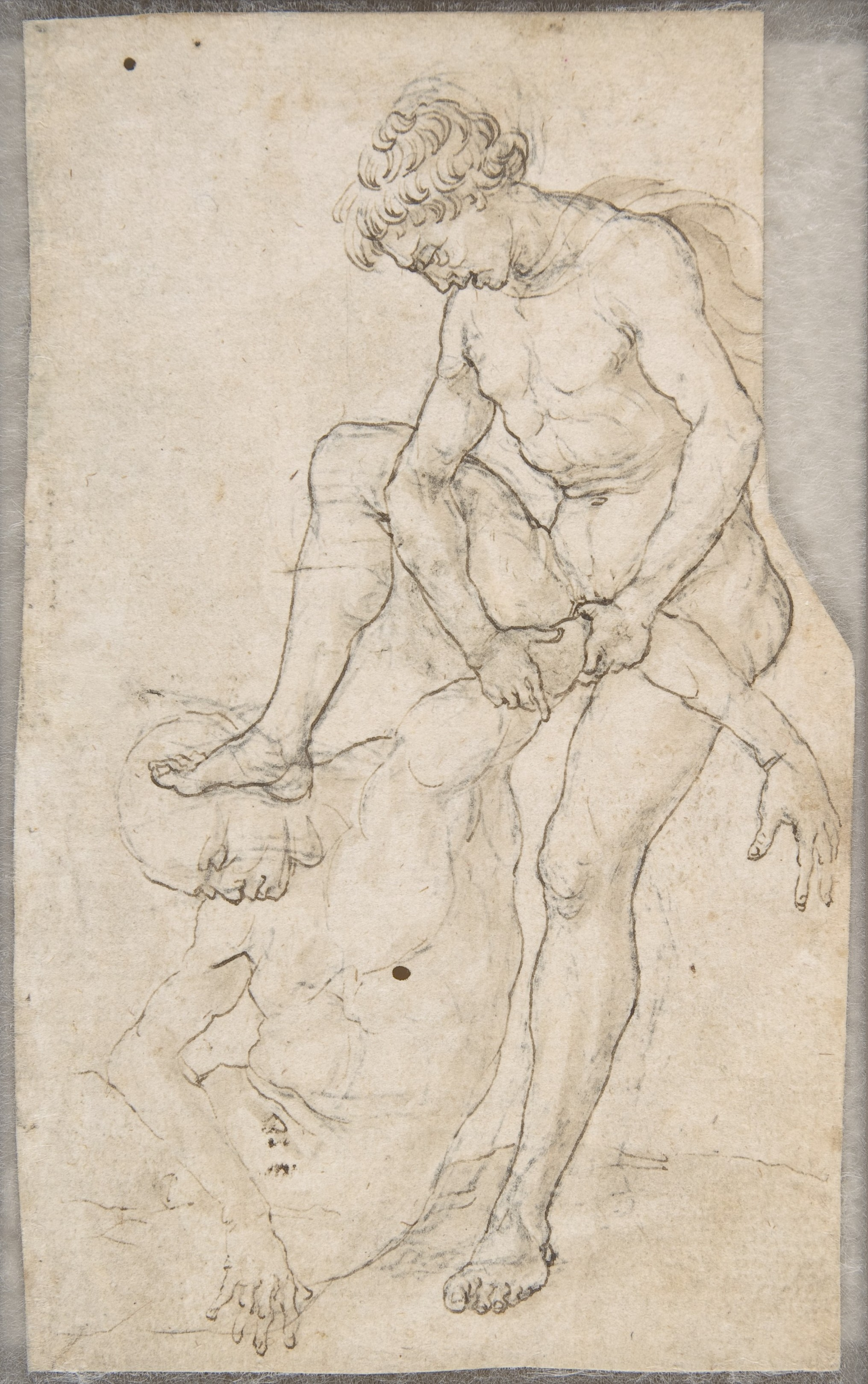
다른 전사를 제압하는 전사, 소묘

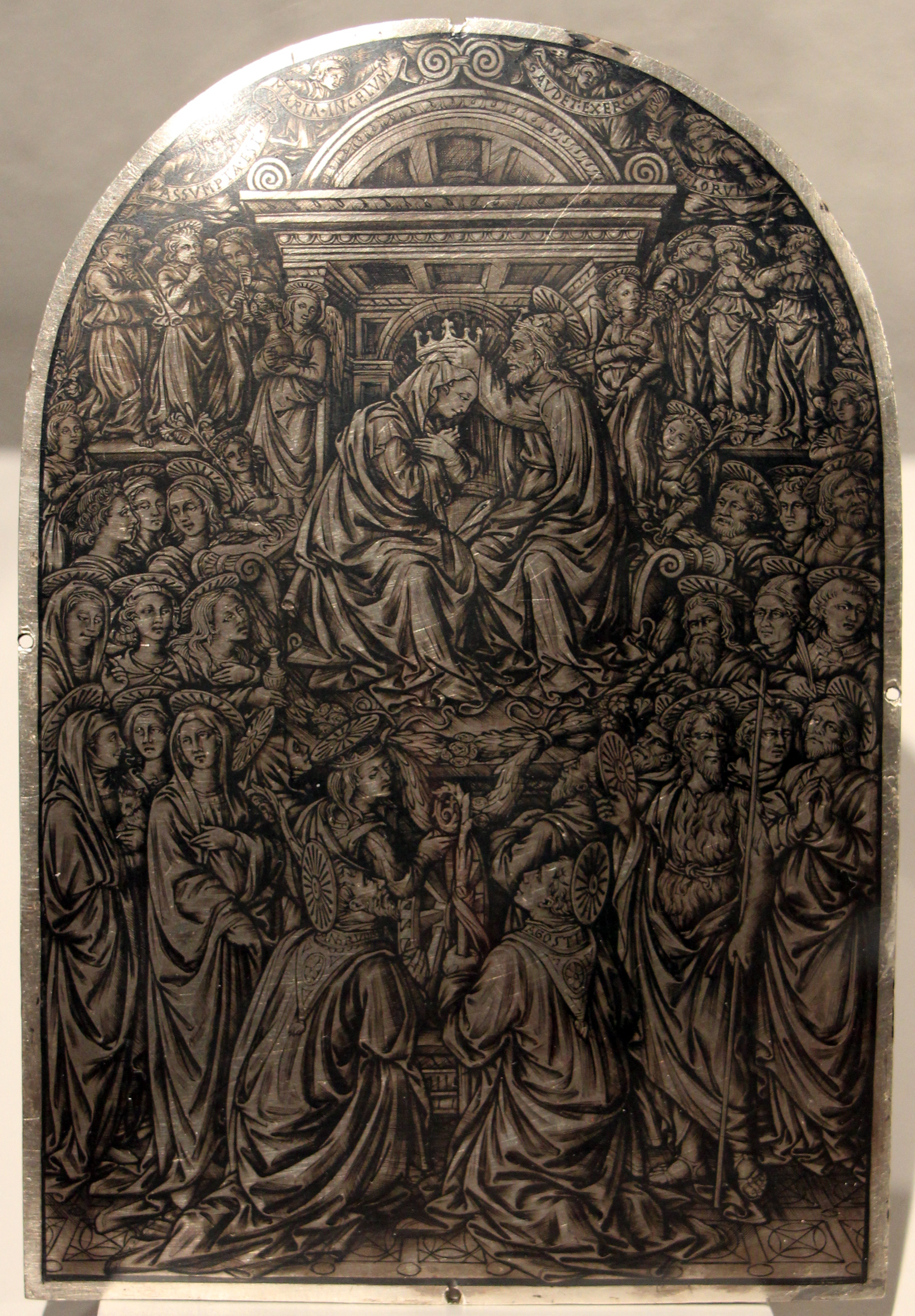
성모 대관식, 니엘로, 1452년, 바르젤로 미술관

마소 토마소 피니게라(Maso Tommasoii Finiguerra, 1426년–1464년)는 피렌체에서 활동한 이탈리아의 금세공인, 니엘로 세공인, 제도사, 판화가로, 조르조 바사리에 의해 판화제작 기술로서 인그레이빙의 발명가로 잘못 기술되었다. 이로 인해 그는 옛 거장 판화의 역사에서 중요한 인물이 되었고 20세기 초까지 널리 그렇게 믿겼다. 그러나 바사리의 견해는 기술 발전의 기원에 대한 그의 많은 주장처럼 유지될 수 없다는 것이 점차 밝혀졌다. 바사리는 전형적으로 동료 피렌체인, 그리고 동료 이탈리아인의 중요성을 과장했는데, 이는 인그레이빙이 이탈리아보다 독일에서 먼저 발전했음이 이제 분명하기 때문이다.
바사리는 그가 제작한 니엘로의 종이 인쇄물만을 그의 공적으로 인정했으며, 일반적인 의미의 특수 판화 판으로 만든 인그레이빙은 인정하지 않았다. 사실 그가 그러한 인그레이빙을 제작한 적은 아마 없을 것이다. 비록 그가 분명히 당대 중요한 예술가였음에도 불구하고, 현재 확실히 그에게 귀속될 수 있는 작품은 거의 남아있지 않으며, 인쇄물은 전혀 남아있지 않아서 그에 대한 학문적 관심은 크게 줄었다. 우피치 미술관에 있는 100점 이상의 소묘와 다른 곳에 있는 소묘들은 여전히 그에게 귀속된다.
그는 30대 후반에 사망했으며, 그의 영향은 초창기 피렌체 판화가들의 작품과 그와 관련된 소묘, 특히 바사리가 그와 연관시킨 모호한 인물인 바초 발디니의 작품에서 계속되었다.

## 경력
그는 안토니오의 아들이자 토마소 피니게라(또는 피니게리)의 손자로, 모두 피렌체의 금세공인이었으며 1426년 산타 루시아 도니산티에서 태어났다. 그는 가족과 함께 금세공인으로 일했으며 니엘로 작업으로 일찍이 두각을 나타냈다. 1449년, 화가 알레시오 발도비네티가 그의 니엘로 작품으로 만든 황동 주물을 고객에게 단검의 대가로 지불하거나 교환으로 넘겨주었다는 기록이 있다. 1452년 마소는 아르테 디 칼리말라 또는 직물 상인 길드의 의뢰를 받아 산 조반니 세례당 (피렌체)을 위해 제작한 니엘로 은제 파스를 인도하고 대금을 받았다.
1457년까지 그는 아버지의 작업실을 떠나 금세공인 피에로 디 바르톨롬메오 디 사일과 동업했는데, 그는 안토니오 델 폴라이우올로와 함께 피스토이아의 산 자코포 교회를 위한 한 쌍의 은제 촛대 주문을 받았다. 1459년 루첼라이 궁전에서 피니게라의 작품들이 조반니 루첼라이의 소유로 기록되었다. 1462년에는 그가 또 다른 부유한 피렌체인 치노 디 필리포 리누치니에게 허리 버클을 공급했으며, 그 이후 몇 년 동안 세례 선물로 포크와 숟가락을 공급했다고 기록되어 있다. 1463년 그는 피렌체 대성당 성구실의 다섯 개 이상의 인물들을 위한 그림을 그렸는데, 이 그림의 머리 부분은 알레시오 발도비네티가 채색했으며, 성구실은 줄리아노 다 마이아노를 우두머리로 하는 예술가 그룹이 상감 세공 또는 목재 상감으로 장식하고 있었다. 1464년 12월 4일 마소 피니게라는 유언을 남겼고, 얼마 후 사망했다.

## 남아있는 작품

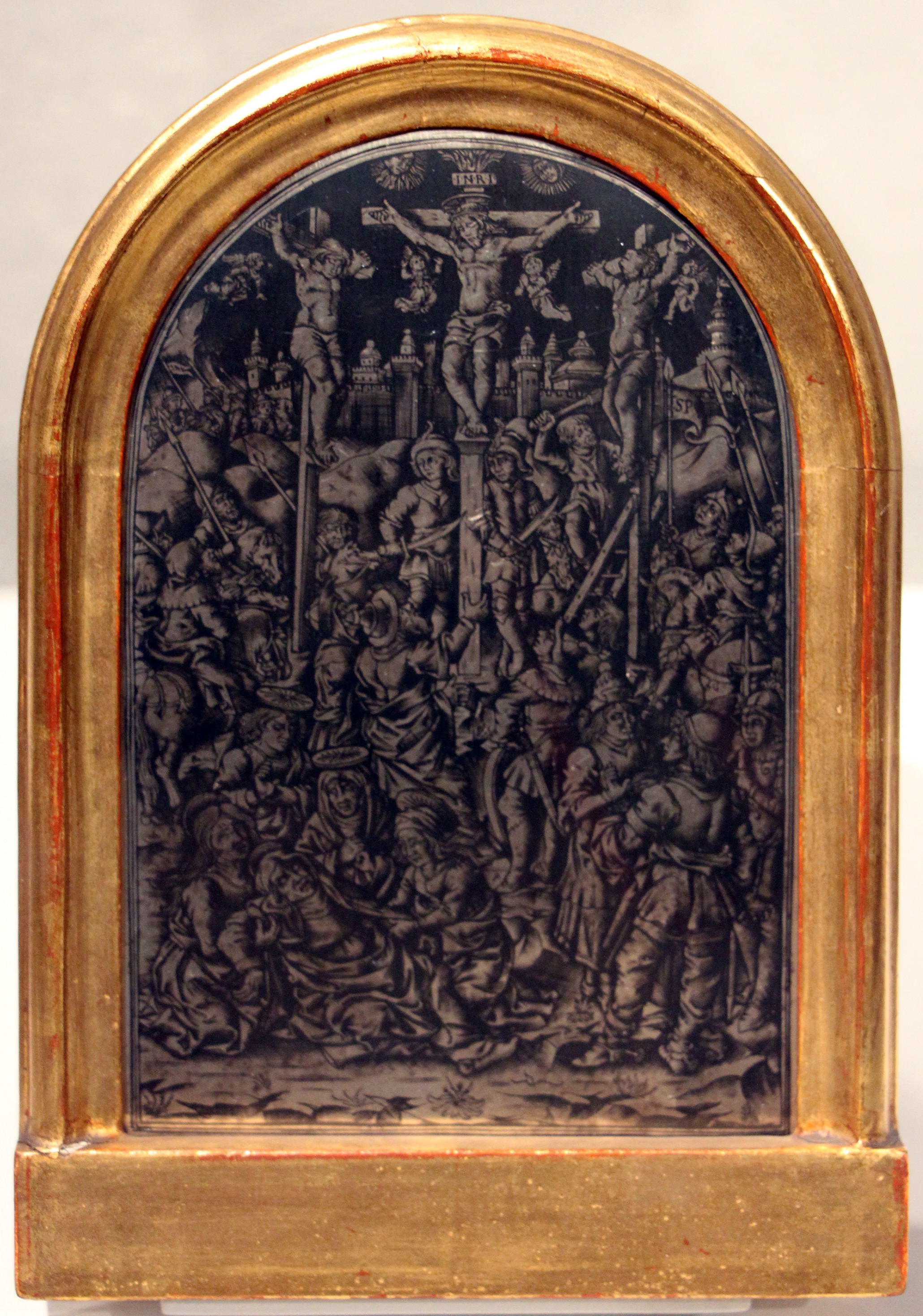
십자가형이 있는 니엘로 파스, 바르젤로 미술관

피니게라가 제작한 것으로 완전히 확인된 유일한 작품은 성구실을 위해 그의 밑그림을 바탕으로 제작된 대성당의 상감 세공 인물상들인데, 실물 크기의 절반이 넘는 크기이다. 그러나 이 작품들은 안토니오 델 폴라이우올로의 양식과 너무나 흡사하여 콘라드 오베르하우저는 그가 실제로 직접 디자인했는지에 대해 "극히 의심스럽다"고 생각했다. 하지만 그는 여러 다른 작품들, 즉 몇몇 니엘로와 그 외의 황동 주물, 그리고 100점 이상의 소묘들을 제작한 것으로 여겨진다.

### 소묘
소묘 중 가장 큰 그룹은 우피치 미술관에 있으며, 일부는 17세기 필체로 "마소 피니게라"라고 새겨져 있는데, 아마도 메디치 컬렉션의 큐레이터인 필리포 발디누치가 썼을 것이다. 이 소묘들은 작업실과 거리의 많은 인물들을 묘사하며, 분명히 예술가 자신의 가족과 작업실 구성원들로 보이는 인물들을 실제 삶에서 직접 그렸고, "피니게라가 구성 과정을 빠르게 하는 데 사용할 수 있는 인물 아이디어의 저장소"로 사용되었다. 우피치 미술관 그룹에는 14점의 새와 동물 연구가 포함되어 있는데, 일부는 다소 양식화된 수탉과 같이 다른 소묘에서 복사된 것으로 보인다.
독피지에 그려진 두 점의 큰 소묘(모두 28 x 41 cm, 약간의 오차)는 구약성경의 장면들을 보여주며 많은 인물들로 가득 차 있다. 이들은 대영박물관의 모세와 시나이 산, 그리고 아래의 놋뱀, 그리고 함부르크 쿤스트할레의 홍수이다. 이들은 완성된 예술 작품으로 의도된 것으로 보이지만, 나중에 프란체스코 로셀리에 의해 판화로 복사되었다.
소묘들은 그들의 양식과 당시 의상을 통해 1450년대부터 피니게라가 사망한 1464년까지로 연대가 측정될 수 있다. 그들은 바사리와 발디누치가 남긴 피니게라의 소묘에 대한 기록과 정확히 일치하며, 성구실의 상감 인물상의 특징과도 전혀 다르지 않다. 그가 아마도 니엘로 판화가이기도 했다는 사실은 우피치 시리즈 소묘의 인물들이 당시의 희귀한 익명 피렌체 니엘로 판화들(살라만카 후작이 소유했던 주요 컬렉션은 현재 루브르 박물관의 에드몽 드 로스차일드 컬렉션에 있다)에 반복되는 것에서 나타난다.
피렌체 그림 연대기는 1893년 시드니 콜빈에 의해 처음 출판될 때 피니게라에게 귀속되었지만, 현재는 바초 발디니 또는 그의 주변 예술가에게 더 자주 귀속된다. 이 앨범은 "세상의 그림 연대기"를 시도한 독특하고 야심찬 작품이었지만, 결코 완성되지 않았다. 소묘들은 검은색 분필로 그려진 다음 잉크와 보통 수채화로 채색되었다.

### 니엘로와 주물
바르젤로 미술관에 있는 니엘로 그룹의 귀속은 문서 기록과 바사리 및 벤베누토 첼리니의 언급을 현존하는 작품과 일치시키는 데서 발생하는 문제로 복잡하다. 위에서 언급했듯이, 1452년에 마소는 아르테 디 칼리말라의 의뢰를 받아 산 조반니 세례당 (피렌체)을 위한 니엘로 은제 파스를 제작했다. 1455년에 길드는 다른 금세공인 마테오 데이에게 두 번째 파스를 주문했다. 두 작품의 주제는 기록에 알려져 있지 않다. 바르젤로 미술관에 있는 일치하는 틀을 가진 두 개의 파스는 세례당에서 온 것으로 생각되지만, 그들의 양식은 같은 예술가의 작품이라고 하기에는 너무 다르다고 여겨진다. 성모 대관식을 그린 하나는 일반적으로 품질이 뛰어나다고 여겨지며 피니게라에게 귀속된다. 다른 하나는 십자가형을 보여주며, 종종 1456년의 데이의 작품으로 여겨진다.
문제는 첼리니가 말을 탄 십자가형 장면이 있는 피니게라의 파스를 칭찬하고, 바사리는 그리스도의 수난 장면이 있는 파스를 칭찬한다는 점에서 발생한다. 다른 현존하는 파스들은 이러한 설명에 일치시키면서도 충분히 일관된 양식을 가진 그룹을 형성하도록 동원된다. 일부 니엘로에는 현존하는 황동 주물이 있어 피니게라와의 연관성을 강화할 수 있다.

## 유산
이러한 문서화된 사실은 여러 작가들에 의해 보완된다. 동시대 사람들은 피렌체의 필라레테와 볼로냐 시인 A.M. 살림베니에 의해 니엘로 작품으로 칭찬받았다. 다음 세대에 바초 반디넬리는 피니게라가 로렌초 기베르티 밑에서 세례당의 유명한 문을 작업한 젊은 예술가들 중 하나였다고 말했으며, 벤베누토 첼리니는 그가 당대 니엘로 인그레이빙의 가장 뛰어난 거장이었으며, 그의 걸작은 성 요한 세례당의 십자가형 파스였다고 말했다. 첼리니는 피니게라가 위대한 제도가는 아니었으므로, 위에서 언급된 파스를 포함하여 대부분의 경우 안토니오 델 폴라이우올로의 소묘를 바탕으로 작업했다고 전했다.
반면에 조르조 바사리는 피니게라가 폴라이우올로보다 제도 능력이 떨어진다고 말했지만, 바사리 자신의 소장품에 있던 그의 독창적인 소묘 여러 점을 언급했으며, 그 소묘에는 옷을 입은 인물과 나체 인물, 그리고 수채화로 그려진 역사 그림이 있었다. 바사리의 설명은 다음 세기에 발디누치에 의해 확인되고 확장되었는데, 그는 마사초 양식의 피니게라 소묘를 많이 보았다고 말하면서, 마소가 성 요한 세례당을 위해 상인 길드가 의뢰한 거대한 은제 제단 탁자의 부조 경쟁에서 폴라이우올로에게 패했다고 덧붙였다(이 유명한 작품은 현재 두오모 오페라 박물관에 보관되어 있다).

## 차니의 주장
18세기 말, 바사리의 피니게라 발명에 대한 설명은 다음과 같은 상황에서 결정적이고 놀라운 확인을 받은 것으로 여겨졌다. 피렌체 세례당(현재 바르젤로 미술관에 있음)에는 아름다운 15세기 니엘로 성모 대관식 파스가 있었다. 18세기 중반의 감식가 아바테 고리는 이를 피니게라의 작품으로 추정했다. 나중에 훨씬 더 열광적인 예술 애호가 아바테 차니는 먼저 리보르노의 세라티 백작 소장품에서 바로 그 니엘로의 황동 주물을 발견했고(현재 대영박물관에 있음), 이어서 파리의 프랑스 국립도서관에서 둘 모두에 해당하는 종이 인쇄물을 발견했다. 이에 그는 이것이 피니게라 발명의 실제적인 첫 열매이자 바사리 정확성의 확실한 증거라고 선언했다.
차니의 유명한 발견은 이제 진지한 학자들 사이에서 신뢰를 잃었다. 첫째, 조각된 구리판에서 인쇄하는 기술은 피니게라의 주장된 발명 날짜보다 몇 년 전부터 독일과 이탈리아에서 알려져 있었다. 둘째, 첼리니의 말을 신뢰한다면 세례당을 위한 피니게라의 파스는 성모 대관식이 아니라 십자가형을 나타냈다. 다음으로, 기록된 무게가 고리와 차니가 그의 작품이라고 주장한 파스의 무게와 전혀 일치하지 않는다. 다시, 그리고 이것이 아마도 가장 강력한 주장일 텐데, 모든 진정한 기록은 피니게라가 예술과 사업에서 안토니오 델 폴라이우올로와 밀접한 관계에 있었다는 데 동의한다. 이제 폴라이우올로와 그의 그룹의 특별한 양식보다 더 두드러진 것은 없으며, 성모 대관식 파스의 양식보다 더 다른 것은 없다. 이 작품의 디자이너는 분명히 프라 필리포 리피의 학교와 같이 완전히 다른 학교에서 훈련받았음에 틀림없다.

## 내용주
1. ↑  Levinson, xvii
2. ↑  Levinson, 9
3. ↑  Chapman, 150
4. ↑  Levinson, 1
5. ↑  Colvin 1911, 376–377쪽.
6. ↑  Levinson, 2
7. ↑  Levinson, 2
8. ↑  Chapman, 150
9. 1 2 3 4 5 6 7  Colvin 1911, 377쪽.
10. ↑  Levinson, 2 (quoted), 8–9; Chapman, 150 seems ready to accept them.
11. ↑  Chapman, 150
12. ↑  Chapman, 150; Levinson, 7
13. ↑  Chapman, 150
14. ↑  Chapman, 153
15. ↑  Chapman, 154–155; Landau, 108–112
16. ↑  Chapman, 166–171; Levinson, 15–16; The Florentine Picture-Chronicle, Being a Series of Ninety-Nine Drawings Representing Scenes and Personages of Ancient History Sacred and Profane, chronologia.org, with images of each page
17. ↑  Chapman, 166
18. ↑  Chapman, 166
19. ↑  Levinson, 2–7 goes into the question at some length
20. ↑  Levinson, 2; Landau, 94–95
21. ↑  Levinson, 2–3
22. ↑  Levinson, 2–7
23. ↑  Landau, 98–99; Levinson, 1